# Schottkydiod

Schemasymbol för schottkydiod.

Schottkydioden kan i många fall vara ett bättre alternativ till germaniumdioden då man vill ha ett lågt framspänningsfall. Det är typiskt 0,4 volt för schottkydioder. De är mycket snabba, tack vare avsaknad av minoritetsbärare, vilka annars förekommer i PN-övergångar, och lämpar sig väl i högfrekvenstillämpningar som blandare eller switchar. Ofta använder man fyra matchande dioder i en ring för att åstadkomma en dubbelbalanserad blandare vilken reducerar antalet högre ordningens blandningsprodukter.
Schottkydioden är uppkallad efter den tyske fysikern Walter Schottky.